# Нацудзуки
Нацудзуки (яп. 夏月, «Летняя Луна») — японский эскадренный миноносец времён Второй Мировой войны. Последний вступивший в строй представитель серии эсминцев  типа «Акидзуки».

## Строительство
Корпус корабля был заложен 1 мая 1944 года на верфи Морского Арсенал в Сасебо, спущен на воду 2 декабря. Вступил в строй 8 апреля 1945 года, став таким образом последним представителем серии эсминцев типа «Акидзуки».

## История службы
«Нацудзуки» вошёл в состав флота в самом конце войны, когда уцелевшие японские корабли уже были прикованы к базам отсутствием топлива. Поэтому, будучи зачисленным в состав 11-го дивизиона эскадренных миноносцев (позже 41-й дивизион 31-й эскортной эскадры), он за всю свою недолгую службу ни разу не покидал Внутреннего моря.
16 июня 1945 года корабль подорвался на мине и был отбуксирован в Сасебо, где прошёл ремонт. Август «Нацудзуки» провёл, стоя на приколе в Модзи, а позже использовался для перевозки репатриантов.
Исключён из списков ВМФ Японии 5 октября 1945 года. 25 августа 1947 года передан Великобритании по репарациям, но в состав британского флота не вводился, и после короткого изучения разобран на металл в Йокосуке в 1948 году.

## Командиры
15.2.1945 — 5.10.1945 капитан 2 ранга (тюса) Сигэру Нисино (яп. 西野繁).